# Johan Olof Söderholm
Johan Olof Söderholm, född 26 februari 1814 i Vadstena församling, Östergötlands län, död 18 mars 1883 Hogstads församling, Östergötlands län, var en svensk häradshövding i Lysings och Göstrings häraders domsaga.

## Biografi
Söderholm föddes 1814 i Vadstena församling. Han arbetade som häradshövding och var 1863–1866 landstingsman i Östergötlands län. Söderholm avled 1883 i Hogstads församling.